# Sven Daleflod
Sven Daleflod (ur. 5 września 1919 w Dala-Floda, zm. 10 kwietnia 2009 tamże) – szwedzki oszczepnik. Zdobył cztery kolejne mistrzostwa Szwecji w latach 1942-1945. Brał udział w Mistrzostwach Europy w Lekkoatletyce 1946 i zajął 5. miejsce. Zakwalifikował się na Letnie Igrzyska Olimpijskie 1948 i był jednym z faworytów do zwycięstwa, jednak musiał się wycofać z powodu infekcji ospą wietrzną. Jego rekord życiowy wynosi 73,93 m (14 października 1945, Leksand).